# Zachotín
Obec Zachotín (německy Sachotin) se nachází v okrese Pelhřimov v Kraji Vysočina. Žije zde 236 obyvatel. Východně od obce protéká Jankovský potok, který bývá označován jako jeden z pramenů řeky Želivky. Západně od Zachotína teče Kladinský potok, který je levostranným přítokem Jankovského potoka.

## Části obce
- Zachotín
- Častonín
- Petrkov

V letech 1869–1890 k obci patřil i Žirov a od 1. dubna 1976 do 30. června 1980 také Mysletín.

## Historie
První písemná zmínka o obci pochází z roku 1379. Roku 1571 byla prodána Karlem Říčanským z Říčan Šebestyánovi z Leskovce. Od 1. července 1980 do 23. listopadu 1990 byla obec spolu se svými částmi Častonín a Petrkov součástí města Pelhřimov.

## Školství
- Mateřská škola Zachotín

## Pamětihodnosti
- Kostel Narození Panny Marie na návsi, původně gotická stavba přestavěna barokně v roce 1718
- Boží muka
- Smírčí kámen na hrázi rybníka – ukraden, v roce 2012 nalezen
- Barokní fara